# Zgrzeblarka

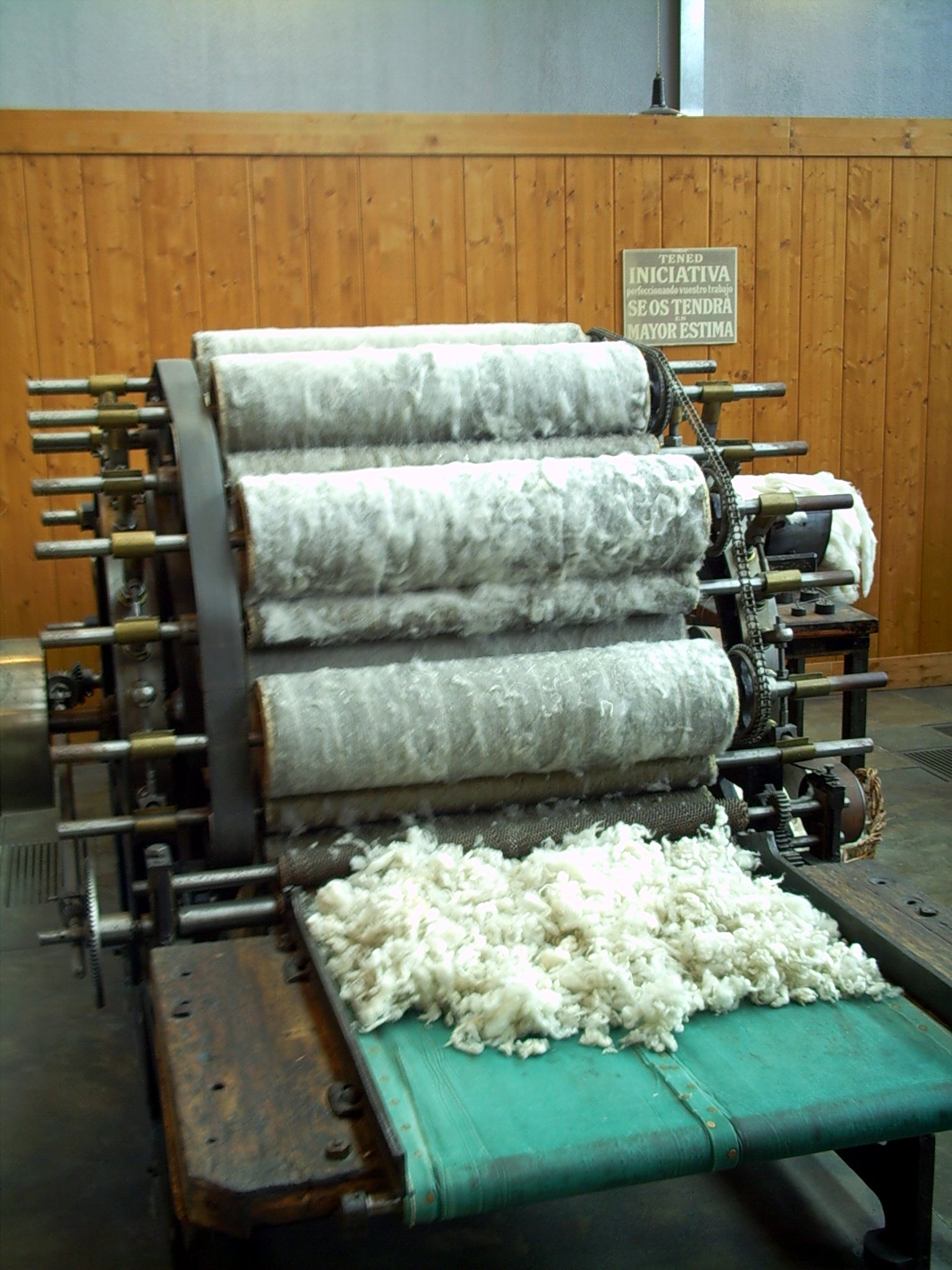
Zgrzeblarka do wełny - gręplarka

Zgrzeblarka – maszyna włókiennicza do zgrzeblenia. Stosowane są głównie zgrzeblarki pokrywowe, zwłaszcza w przędzalnictwie bawełny i wałkowe - w przędzalnictwie wełny, włókien łykowych, azbestu itp. W zgrzeblarkach pokrywowych głównymi elementami roboczymi są - górna część powierzchni bębna i współpracujące z nią, wolno przesuwające się z biegiem surowca (lub w kierunku przeciwnym), tzw. pokrywki (kilkadziesiąt ułożonych obok siebie listew). Robocza powierzchnia bębna jest obciągnięta obiciem piłowym, a pokrywki są obłożone obiciem (półsztywnym lub elastycznym iglastym). W zgrzeblarce wałkowej zgrzeblenie zachodzi głównie między powierzchnią bębna a powierzchniami kilku współpracujących z nim wałków, pokrytych obiciami elastycznymi lub sztywnymi. Pierwszą zgrzeblarkę zbudowali w 1748 niezależnie od siebie Lewis Paul i Daniel Bourn, 1775 ulepszył ją Richard Arkwright.